# Auguste Valensin
Auguste Valensin (Marsiglia, 12 settembre 1879 – Nizza, 18 dicembre 1953) è stato un presbitero e saggista francese dell'Ordine dei Gesuiti.

## Biografia
Docente di filosofia, scrisse su tematiche spirituali e fu amico e corrispondente di Maurice Blondel e Pierre Teilhard de Chardin.
Nel 1939 l'Académie française gli assegnò il premio Montyon per il suo libro François.